# تورج حق‌وردی
تورج حق‌وردی (زاده ۱۷ دی ۱۳۵۱ در تهران) داور ایرانی فوتبال است. وی در سال ۱۳۷۷ داوری را شروع کرده‌است.

## شهرآورد تهران
تورج حق‌وردی در تیم داوری چهار دربی تهران حضور داشته‌است. در یک دربی داور وسط بوده و در سه دربی داور چهارم بازی بوده‌است.
| یک بازی که داور وسط بوده‌است   |                  |                        |                                                                  |
| دربی                          | تاریخ            | نتیجه بازی             | گروه داوری                                                       |
| شماره ۸۰                      | ۲۵ اردیبهشت ۱۳۹۴ | استقلال ۰ - پرسپولیس ۱ | تورج حق‌وردی -- سعید زارع -- حسین طالقانی -- بابک وسیله‌بر         |
| سه بازی که داور چهارم بوده‌است |                  |                        |                                                                  |
| شماره ۷۹                      | ۲ آذر ۱۳۹۳       | استقلال ۱ - پرسپولیس ۲ | یداله جهانبازی -- محمدرضا ابوالفضلی -- حسین ظهیری -- تورج حق‌وردی |
| شماره ۷۶                      | ۶ بهمن ۱۳۹۱      | استقلال ۰ - پرسپولیس ۰ | محسن قهرمانی -- رضا سخندان -- بابک داوری -- تورج حق‌وردی          |
| شماره ۶۷                      | ۱۰ مهر ۱۳۸۸      | استقلال ۱ - پرسپولیس ۱ | محسن ترکی -- رضا سخندان -- جواد تقی‌پور -- تورج حق‌وردی            |

منبع